# Corinthiscus leucophaeus
Corinthiscus leucophaeus är en skalbaggsart som först beskrevs av Johann Christoph Friedrich Klug.  Corinthiscus leucophaeus ingår i släktet Corinthiscus och familjen brokbaggar. Inga underarter finns listade i Catalogue of Life.